# Keedika
Keedika – wieś w Estonii, w prowincji Lääne, w gminie Oru.